# Тип 97 (граната)
Граната Тип 97 (яп. 九七式手榴弾) — японская осколочная ручная граната, предназначенная для поражения живой силы противника в оборонительном бою.

## Тактико-технические характеристики
- Масса: 450 г
- Масса взрывчатого вещества: 65 г
- Высота корпуса с крышкой: 102 мм
- Диаметр корпуса: 50 мм
- Задержка: 4 — 5 с

## История
Ручная граната создана в 1936 году на основе японской универсальной осколочной гранаты Тип 91 образца 1931 года.

Принята на вооружение Армии в 1937 году и использовалась в качестве стандартного снаряжения пехоты во всех боевых операциях японских сухопутных войск до окончания Второй мировой войны.

Некоторое количество гранат, после капитуляции оставшихся на складах снабжения на территориях, ранее оккупированных Японией, применялось в ряде послевоенных конфликтов в Юго-Восточной Азии.

## Конструкция
Граната состоит из корпуса, заряда взрывчатого вещества и запала дистанционного действия.

Корпус цилиндрической формы изготовлен из чугуна с вертикальными и горизонтальными насечками и снаряжён зарядом взрывчатого вещества (тринитротолуола или тринитрофенола), в верхней части корпуса имеется крышка с отверстием для ввинчивания запала.

Запал состоит из корпуса, внутри которого расположен ударник с бойком, контрпредохранительная пружина, капсюль-воспламенитель и пороховой замедлитель. Боёк ввинчивается в корпус ударника, который фиксируется при помощи предохранительного колпачка и предохранительной вилки.
Для боевого применения необходимо выдернуть предохранительную вилку за привязанную к ней верёвку, ударить гранату о твёрдый предмет и затем бросать. При ударе головной части гранаты о препятствие ударник преодолевает сопротивление контрпредохранительной пружины и накалывает капсюль, воспламеняющий пороховой замедлитель, который горит в течение 4-5 секунд, после чего воспламеняет детонатор, что приводит к взрыву основного заряда и поражению противника ударной волной и осколками чугунного корпуса.